# Campionati europei di pattinaggio di velocità 1891
I Campionati europei di pattinaggio di velocità 1891 sono stati la 1ª edizione della manifestazione. Si sono svolti dal 23 al 24 gennaio 1891 ad Amburgo, in Germania.

## Podi

### Uomini
| Evento              | Oro           | Punti | Argento       | Punti | Bronzo     | Punti |
| Allround (dettagli) | Adolf Norseng | ??    | Oscar Grundén | ??    | Emil Schou | ??    |